# Veneto Strade
Veneto Strade è una società per azioni italiana, a capitale pubblico, che cura le strade regionali e le altre strade statali dismesse oltre ad alcune strade provinciali nella Regione Veneto.

## Rete in gestione
Veneto Strade gestisce nella Regione Veneto circa 1000 km di strade regionali e circa 1000 km di strade provinciali dove sono presenti:
- 66 gallerie, per un totale di 19,7 km;
- 765 opere d'arte (ponti e viadotti) per un totale di 27 km.

La maggior parte della rete gestita da Veneto Strade è concentrata nella Provincia di Belluno (912 km): ciò è dovuto alla convenzione integrativa siglata nell'aprile del 2008, con la quale sono stati affidati a Veneto Strade oltre 381 chilometri di rete viaria di proprietà (o in gestione) della Provincia di Belluno.

## Soci
Il capitale sociale è di 5.163.200,00 euro divisi tra seguenti i soci:
- 76,43%  Regione del Veneto
- 7,14%    Città metropolitana di Venezia
- 7,14%    Provincia di Padova
- 7,14%    Provincia di Treviso
- 2,14%    Provincia di Belluno

## Galleria d'immagini

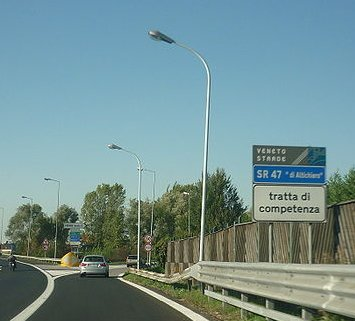
L'inizio della SR47 di Altichiero gestita da Veneto Strade
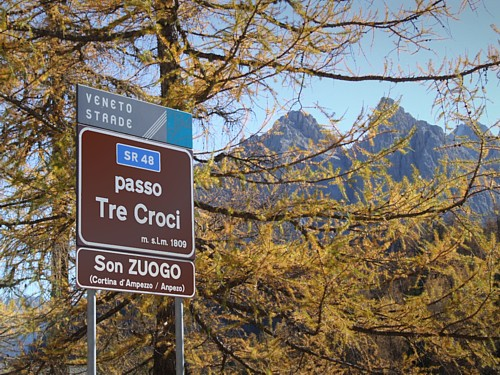
L'inizio del Passo Tre Croci parte della SR 48 gestita da Veneto Strade
Uscita "Boscalto" (Loreggia - Resana) della nuova Strada regionale 308 del Santo